# Пирожки тётушки Ли с мясной начинкой
«Пирожки тётушки Ли с мясной начинкой» (англ. Auntie Lee's Meat Pies) — американский художественный фильм 1993 года, детектив с элементами комедии, чёрного юмора и ужасов, снятый режиссёром Джозефом Робертсоном. Главные роли в этом фильме исполнили Карен Блэк, Пэт Морита, Пэт Полсен, Майкл Берриман и Кристин Энн Роуз.

## Сюжет
Тётушка Ли, поклоняющаяся дьяволу, печёт вкусные пирожки с мясом. У шерифа и частного детектива возникают подозрения относительно её дела. Она нанимает своих четырёх племянниц, чтобы заманить ничего не подозревающих мужчин в их дом. Затем у мужчин отнимают все их имущество и перемалывают в мясные пироги, чтобы скрыть улики.

## В ролях
- Подозреваемые и детективы
  - Карен Блэк — тётушка Ли
  - Майкл Берриман — Ларри, помощник тёти Ли
  - Нориюки «Пат» Морита — местный шериф Коэл
  - Дэвид Пэрри — частный детектив Хэрольд Ивэрс
- Племянницы тёти
  - Кристин Энн Роуз — Фаун
  - Тери Вайгель — Корэл
  - Пиа Райес — Ски
  - Ава Фабиан — Магнолия
- Другие роли
  - Хантц Холл — фермер
  - Пэт Полсен — министр
  - Стивен Куадрос — Боб Эванс
  - Уолтер (Лекс) Лэнг — Джон
  - Грэнт Крэймер — Фил
  - Луи Бонанно — доктор
  - Корт МакКаун — Крэйг
  - Ричард Видан — Бруно
  - Джеймс Роберт Уолкер — Чак

## Производство
Съёмки проходили в 1990 году в Лос-Анджелесе и Фуллертоне, штат Калифорния.

## Художественные особенности
«Пирожки тётушки Ли» заимствует элементы и сюжетные ходы фильмов «Адский мотель» и «Суини Тодд, демон-парикмахер с Флит-стрит».